# Baracke

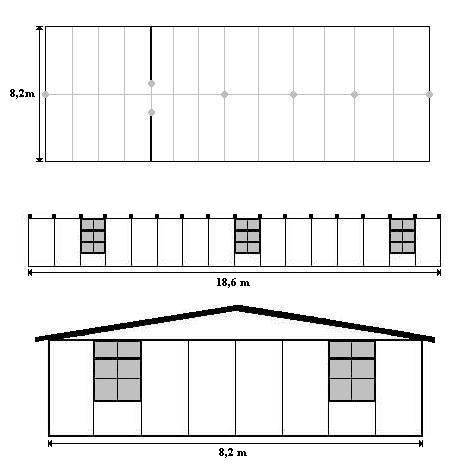
Grundriss und Seitenansicht einer Wehrmachtsbaracke

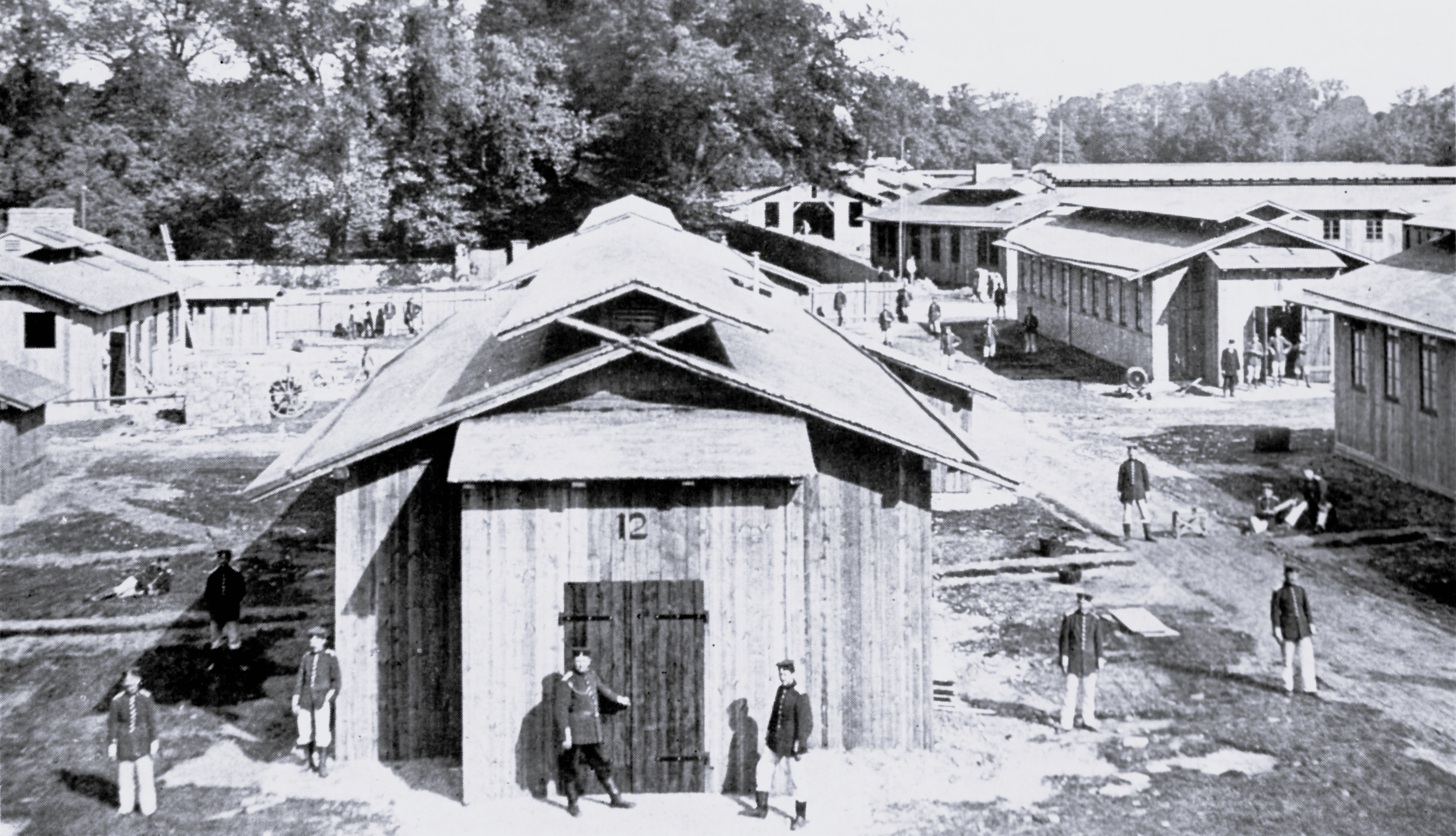
Lübeckisches Barackenlazarett (1914)

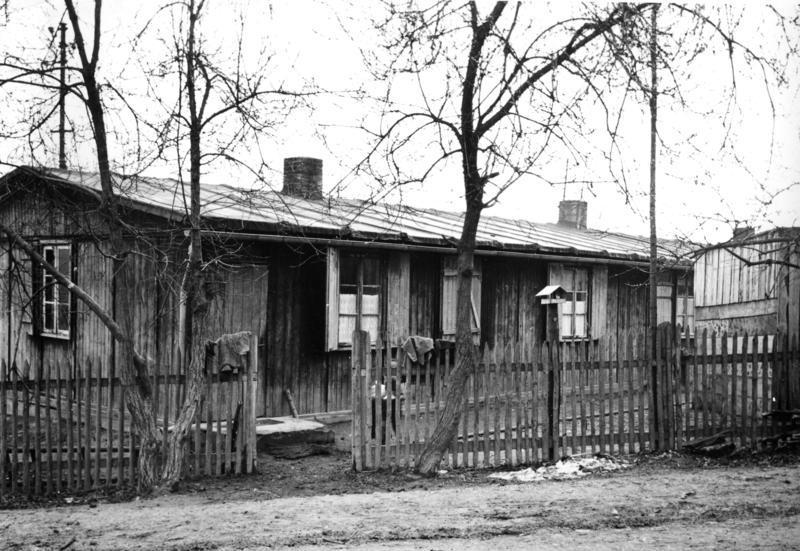
Barackenunterkunft für Flüchtlinge und Heimatvertriebene, Niederseelbach 1952

Eine Baracke (aus französisch baraque (‚Feldhütte‘, leichtes, meist eingeschossiges Behelfshaus) und italienisch baracca, beide aus spanisch barraca) ist eine behelfsmäßige Unterkunft, als einstöckiger, nicht unterkellerter leichter Bau, besonders aus Holz. Das Wort bezeichnete ursprünglich eine Kaserne (englisch barracks). Es kann auch ein provisorisches Gebäude zur vorübergehenden massenhaften Unterbringung von Personen, wie Kranken (erstmals um 1760 durch Richard Brocklesby als Lazarette dienende Bretterhäuser), Soldaten, Arbeitern, Heimatvertriebenen, Flüchtlingen, Ausgebombten, Kriegsgefangenen, Internierten oder Zwangsarbeitern sein. Die Insassen der Konzentrationslager in der Zeit des Nationalsozialismus wurden in KZ-Baracken untergebracht. In der Nachkriegszeit lebten viele Ausgebombte, Flüchtlinge und Vertriebene in Nissenhütten, in Fertigteilbauweise errichteten Wellblechbaracken.
Baracken werden aus einfachen Materialien wie Holz, Wellblech oder Pappe, mit teilweise gemauerten Wänden, gebaut. Sie sind meist eingeschossig und oft wenig gedämmt, auch fehlen häufig Sanitäranlagen.
Umgangssprachlich werden als Baracken auch die aus beliebigen verfügbaren Materialien notdürftig erstellten Behausungen bezeichnet, die als Dauerunterkunft in Elendsvierteln, den sogenannten Slums oder Favelas, dienen oder nach Naturkatastrophen von der Bevölkerung als primitiver Schutz gegen die Witterung erstellt werden.